# Милуоки Бъкс
Милуоки Бъкс е професионален баскетболен отбор от Милуоки. Състезава се в НБА в Централната дивизия на Източната конференция. Отборът е печелил  два пъти шампионската титла на НБА през 1971 и 2021. Собственик на отбора е сенаторът и бизнесмен Хърб Кол.

## История
Отборът е основан през 1968 и изиграва първия си мач в лигата през октомври срещу Чикаго Булс. Началото като за всеки нов отбор е трудно и те печелят първата си победа едва в шестия си мач в НБА срещу Детройт Пистънс (134 – 118). Следващия сезон е доста по-успешен и Милуоки Бъкс успяват да се класират втори в Източната конференция, постигайки 56 победи от 82 мача в редовния сезон. В плейофите стигат до финала в Източната конференция, където губят от бъдещия шампион на НБА Ню Йорк Никс.
В едва третия сезон в НБА (1970 – 1971) обаче Милуоки Бъкс печелят първата си и единствена титла. На финала те разбиват отбора на Балтимор Булетс (сега Уошингтън Уизърдс) с 4:0 победи. Милуоки стигат през 1974 и до втори финал в НБА, където губят драматично с 3:4 победи от Бостън Селтикс. В този период звездата на отбора е един от най-великите играчи за всички времена Карим Абдул-Джабар, който играе за отбора между 1969 – 1975.
През 1985, отборът е купен от местния бизнесмен Хърб Кол, след като досегашните собственици решават да продадат отбора и да го преместят в друг град. През 1988, Бъкс се местят в нова зала, Брадли Сентър с 19 хиляди седящи места.
През своя сезон 2019–20 Бъкс спечели място в плейофите след 56-ия мач на отбора от редовния сезон, превръщайки се в най-бързия отбор, успял да спечели място в плейофите, измерено според броя изиграни мачове и според календарната дата (23 февруари) след НБА промени формата си на плейоф през 1984 г.

## Успехи
- Шампиони на дивизия – 17 пъти (1971, 1972, 1973, 1974, 1976, 1980, 1981, 1982, 1983, 1984, 1985, 1986, 2001, 2019, 2020, 2021, 2022, 2023, 2024)
- Шампиони на Източната Конференция – 3 пъти (1971, 1974, 2021)
- Шампиони на НБА – 2 пъти (1971, 2021)